# Acrolophus triatomella
Acrolophus triatomella är en fjärilsart som beskrevs av Walsingham 1897. Acrolophus triatomella ingår i släktet Acrolophus och familjen Acrolophidae. Inga underarter finns listade i Catalogue of Life.